# Flexithrix dorotheae
Flexithrix dorotheae ist eine Bakterienart und zählt zu der Familie Flammeovirgaceae. Sie ist die einzige Art der Gattung Flexithrix.

## Erscheinungsbild
Die Zellen von Flexithrix dorotheae sind stäbchenförmig. Die Größe liegt bei 0,4–0,9 µm in Breite und 1,5–70 µm oder mehr in Länge. Sie können längere Zellfäden (Filamente) aus mehreren Zellen bilden. Diese Filamente können in einzelne Zellen zerfallen, die Zellen können dann wieder neue Filamente bilden. Sie sind nicht begeißelt, allerdings erfolgt eine gleitende Bewegung einzelner Zellen, man spricht von der gliding motility. Die Farbe der Kolonien ist goldgelb bis gelb. Farbstoffe sind Karotinoide, vor allem Zeaxanthin. Flexirubin-Pigmente ist nicht vorhanden. Wachstum erfolgt bei einem NaCl-Gehalt von 1–5 %, das Optimum liegt bei 3 %. Sporen werden nicht gebildet.

## Wachstum und Stoffwechsel
Flexithrix dorotheae ist chemo-organotroph. Der Stoffwechsel ist die Atmung, die Arten sind streng aerob. Wachstum erfolgt bei pH-Werten von 6 bis 11, der pH-Wert für das beste Wachstum ist 7. Tolerierte Temperaturen, bei denen Wachstum erfolgt, liegen im Bereich von 10 bis 40 °C, optimales Wachstum erfolgt bei 25–30 °C.
Der Oxidase-Test und der Katalase-Test verlaufen positiv. Die Aktivität von Urease ist entweder schwach oder nicht vorhanden. Nitrat wird von dem Bakterium nicht reduziert. Schwefelwasserstoff (H2S) wird nicht gebildet. Aesculin, Gelatine, Stärke und Tween 80 werden abgebaut. Indol wird nicht gebildet.
Flexithrix bildet eine Kapsel, die aus α-Polyglutamin-Kapsel besteht. Dies kommt bei wenigen Arten vor, z. B. kann Xanthobacter eine ähnliche α-Polyglutamin-Kapsel produzieren.

## Chemotaxonomie
Flexithrix dorotheae ist gramnegativ. Das Atmungsquinon ist Menaquinon-7 (MK-7). Dominierende Fettsäuren sind iso C15:0 und C16:1ω5c.
Der Anteil der  Basen Guanin und Cytosin innerhalb der DNA, meist als GC-Gehalt bezeichnet, liegt zwischen 35,9 und 36,1 %.
Das Vorhandensein von iso C15:0 und C16:1ω5c als Hauptfettsäuren und Zeaxanthin als Hauptkarotinoid sind nützliche Merkmale zur Unterscheidung von Flexithrix dorotheae von den nah verwandten Gattungen Flammeovirga und Persicobacter.

## Vorkommen
Das Bakterium Flexithrix dorotheae ist ein Meeresorganismus, gefunden wurde es u. a. im Meeresschlamm.

## Systematik
Die Art wurde von Ralph A. Lewin 1970 erstbeschrieben. Sie zählt zu der Familie der Flammeovirgaceae, welche zu der Abteilung der Bacteroidetes gestellt wird.